# Nyala, Sudan
Nyala (arabiska: نيالا, Niyālā) är huvudstad i den sudanesiska delstaten Janub Darfur (Södra Darfur), och med en folkmängd på cirka 500 000 invånare den näst största staden i landet efter storstadsområdet kring huvudstaden Khartoum. Staden ligger i västra Sudan, omkring 90 mil från Khartoum, söder om Marra-platån och berget Marra.

## Historia
På 1980-talet var trakterna kring Nyala svårt drabbade av torka. På grund av fördrivningarna och plundringarna i Darfur sedan 2004 har flera flyktingläger uppstått vid stadsgränsen.

## Näringsliv

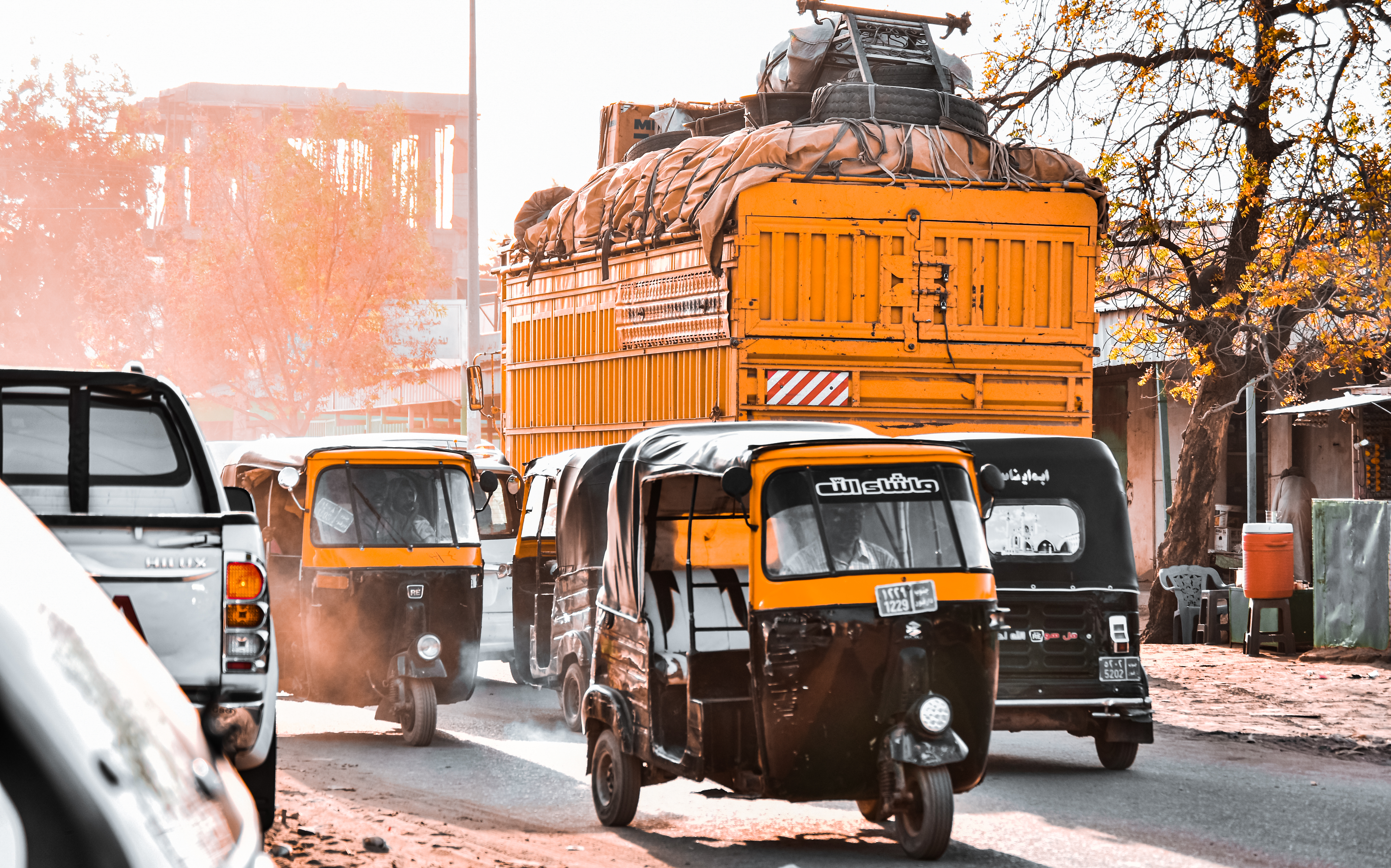
Nyala

I staden finns textil- och läderindustrier, samt förädling av livsmedel. Den är också ett handelscentrum för gummi arabicum. Agricultural Bank of Sudan och Peoples Cooperative Bank har kontor i staden, och lånar ut pengar till olika lokala kooperativ. Nyala har en inrikesflygplats och är slutstation för järnvägslinjen från Khartoum.